# PZL.23 Karas
ПЗЛ.23 „Ка̀раш" (на полски: PZL.23 Karaś) – полски лек бомбардировач и разузнавателен самолет, проектиран в средата на 1930 г. от Държавните авиационни заводи PZL (на полски: Państwowe Zakłady Lotnicze) във Варшава. Това е основен лек бомбардировач на полските ВВС във военните действия през септември 1939 г.

## История
Самолетът PZL.23 е построен въз основа на проекта през 1931 – 1932 г. под ръководството на инженер Станислав Праус (Prauss). В концептуален план, на тази машина се възлагат тактически задачи. Проектирана е да бъде машина за разузнавателни полети в предната част на фронтовата линия с възможност за тактически бомбардировки при открити вражески сили. Самолетът PZL.23 е наследник на френските линейни машини Breguet XIX и Potez XXV. Първия прототип на PZL.23/I, "Karaś", е изработен със звездообразен английски двигател Бристол Пегасус, с мощност 434 kw/ 590 hp. Изпитания на прототипа през лятото на 1934 г. показват много проблеми. Фюзелажът е неудобен са разполагане на бомбите вътре в корпуса, видимостта на пилота е ограничена.
Във втория, подобрен прототип P-23/II и в третия прототип Р-23/III са внедрени изменения във фюзелажа с бомбовия товар. Внесени са промени с оглед подобряване видимостта от кабината. През 1935 г. са проведени полигонови изпитания, включващи и сериозни научни изследвания в аеродинамично отношение. По време на тестовете са открити в опашното оперение бафтинг вибрации от турбулентност, вероятно от недостатъци в профила на крилото. След доработка промените се оказали ефективни и в серийните машини този феномен не се е проявил. И двата самолета са произведени с лицензирания във Великобритания от Бристол звездообразен двигател PZL Бристол Пегасус IIM2 с мощност 670 hp. Вторият прототип е разрушен по време на изпитванията след катастрофа и гибелта на екипажа. Третият модел е превърнат в модел за първата серия от 40 самолета PZL.23 за полските ВВС. През 1936 г. са произведени 40 самолета PZL.23. Поради изчерпване на малките количества двигатели, се произвежда нов вариант Karaś с означението PZL.23B, включващ нова инсталация за управление и двигател PZL Бристол Пегас VIII с мощност 710 hp. От 1936 до 1938 годишното производство е от 240 броя на модификацията PZL.23B, които са на въоръжение в ескадрила от бомбардировачи и самолети за разузнаване. С тях са заменени по-рано използваните въздухоплавателни средства Breguet XIX и Potez XXV. В същото време самолети от производствената серия са били прехвърлени във военните училища за обучение с PZL.23.
За целите на износа е разработена една по-бърза и по-добре въоръжена модификация с обозначението PZL.43 с по-мощен двигател Gnome-Rhone, което позволява да се развие скорост до 365 km/h и въоръжение от две картечници за стрелба напред.
За Въздушните на Негово Величество войски на България са закупени първите 12 самолета PZL.43 с двигател Gnome-Rhone 14 KFS с мощност от 900 hp и максимална мощност 930 hp. След това са договорирани още 42 самолета с по-мощен двигател, Gnome-Rhone 14N01 с номинална мощност от 950 hp и максимална мощност от 1020 hp. Тези самолети са с фабричното обозначение PZL.43A. В България са доставени 36 броя до началото на Втората световна война за Полша – 1 септември 1939 г.

## Конструкция
Самолетът е моноплан, свободноносещ долноплощник с изцяло метална конструкция. Шасито е триточково с неприбираем колесник с обтекатели и класическо опашно колело.
Екипажът е 3 членен – пилот, щурман-наблюдател и борден стрелец. Бордния стрелец охранява задната полусфера на самолета. Външно са окачени бомби под крилата, а тези с по-голем габарит са под тялото до колесника. Максималния бомбов товар е 700 kg бомби (6x100 kg и 2x50 kg).
В различните версии на „Karaś“ са използвани двигатели:
- Бристол Пегасус IIM2 – номинална мощност 570 hp, максимална 670 hp;
- Бристол Пегасус VIII – номинална мощност 650 hp, максимална мощност 680 hp, при надморска височина от 3450 m, максимална 710 – 720 hp;
- Gnome-Rhone 14N01 – номинална мощност 950 hp., максимална 1020 hp.

Самолетът изисква добра подготовка на пилота. Поради влошаване управляемостта на самолета при малки височини и използване на клапи, се променя аеродинамичната центровка на самолета и при кацане е имало фатални инциденти. При натоварването със 700 килограма бомбов товар Авиационният институт за технологиии в писмо от 21 май 1938 г. препоръчва максималната скорост да не надвишава 319 km/h.

## Модификации
- PZL.23 / I – лек бомбардировач, първият прототип
- PZL.23/III – лек бомбардировач, третият прототип
- PZL.23 – лек бомбардировач и разузнавателен самолет
- PZL.23B – лек бомбардировач версия с нов двигател
- PZL.42 – лек бомбардировач, прототип с два вертикални стабилизатора на опашката
- PZL.43 – лек бомбардировач, експортна версия
- PZL.43 А – лек бомбардировач, експортната версия с по-мощен двигател

## Технически характеристики
| Характеристика            | Показател                |
| ------------------------- | ------------------------ |
| Производител              | PZL                      |
| Екипаж                    | 3                        |
| Двигател                  | PZL Бристол Пегасус VIII |
| Мощност                   | 507 kw/ 680 hp           |
| Разпереност               | 13,95 m                  |
| Дължина                   | 9,68 m                   |
| Височина                  | 3,30 m                   |
| Площ на крилото           | 26,80 m2                 |
| Маса празен               | 1983 kg                  |
| Маса полетна              | 2893 kg                  |
| Максимална скорост        | 319 km/h (на Н=3650 m)   |
| Минимална скорост         | 110 km/h                 |
| Далечина на полета        | 1260 km                  |
| Максимална скороподемност | 6,7 m/s                  |
| Таван                     | 7300 m                   |

## Оператори
Полша
- Wojska Lotnice

 Румъния
- Fortele Aerien Regale ale Romanânie[1]

 България
- Въздушните на Негово Величество войски[2]

## Сравними самолети
- ДАР-10
- Neman R-10
- Heikel He70
- Fairey Battle
- A-35 Vengeance